# Phoebis sennae
Espèce
La Piéride des jardins ou Piéride Soumaké (Phoebis sennae) est une espèce d'insectes lépidoptères (papillons) de la famille des Pieridae, de la sous-famille des Coliadinae et du genre Phoebis.

## Dénomination
Phoebis sennae  a été nommé par Carl von Linné en 1758.

### Noms vernaculaires
Cette piéride se nomme Piéride des jardins à la Martinique, ou Piéride Soumaké à la Guadeloupe, et Cloudless Giant Sulphur en anglais,.

### Sous-espèces
- Phoebis sennae sennae en Caroline du Sud, au Kansas, en Virginie, Floride, à Cuba et à la Jamaïque.
- Phoebis sennae amphitrite (Feisthamel, 1839) au Chili.
- Phoebis sennae eubule résident ou migrateur au Canada[3].
- Phoebis sennae marcellina (Cramer, 1779) dans toute l'Amérique du Sud, du Mexique au Pérou (Uruguay, îles Galápagos, Suriname, Honduras, Brésil, Argentine, Bolivie)[4].

## Description
Le Phoebis sennae est un assez grand papillon (son envergure varie de 63 à 78 mm) de couleur jaune sur ses deux faces, jaune citron sur le dessus. Chez la femelle l'aile antérieure comporte deux points argentés cernés de noir.

### Chenille

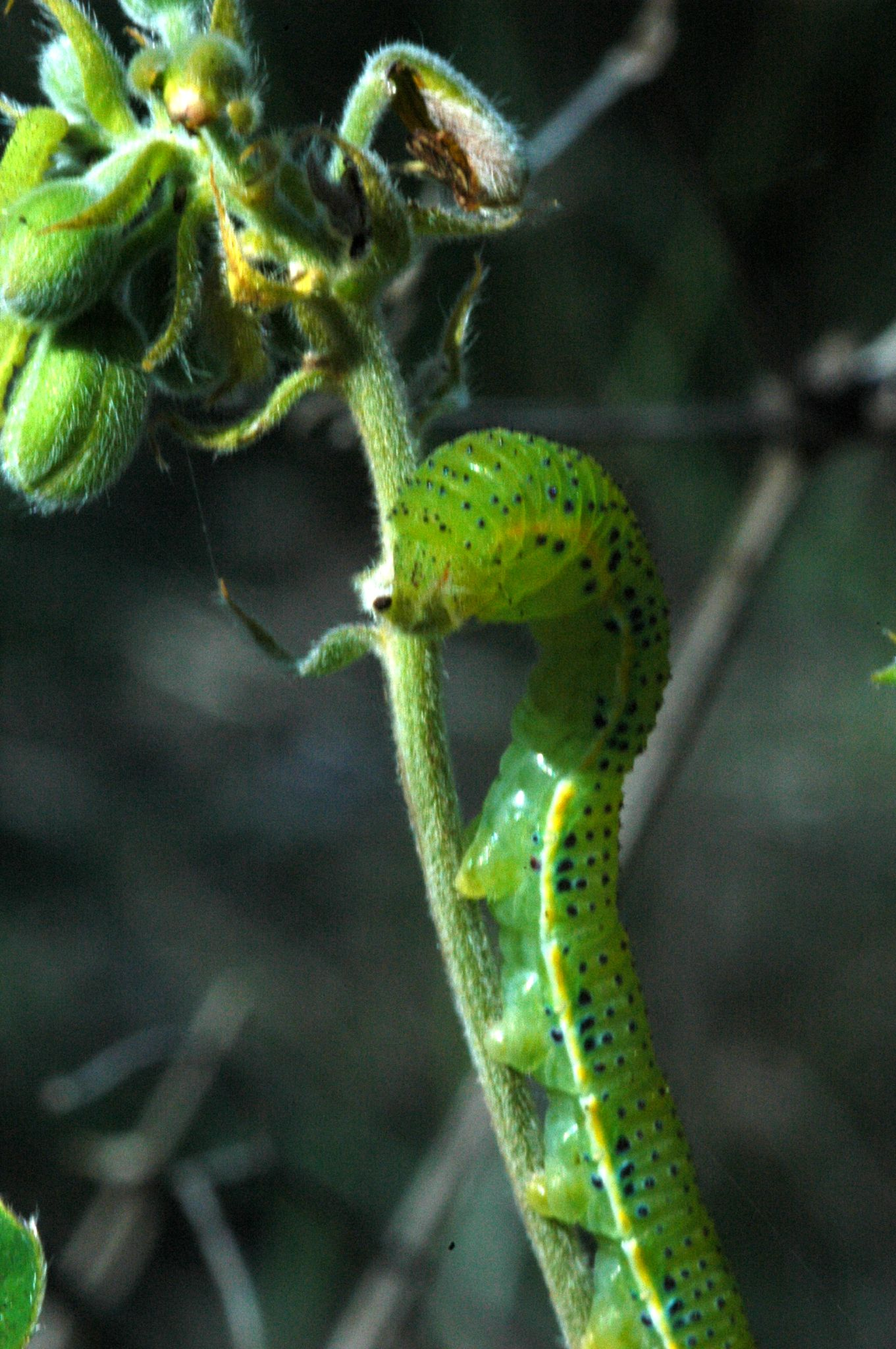
chenille de Phoebis sennae.

Les œufs, blancs ou jaune pâle, éclosent en six jours. La chenille est jaunâtre à verdâtre marquée de points noirs et de bandes bleues.

### Chrysalide
La chrysalide est jaune.

## Biologie
C'est un migrateur vers le nord qui atteint le Canada depuis le sud des États-Unis.

### Période de vol et hivernation
Il vole de février à décembre dans la majorité de son aire de répartition.

### Plantes hôtes
Les plantes hôtes de la chenille sont des Fabaceae : Senna, Trifolium, Cassia biflora, Cassia obtusifolia et spécialement Cassia occidentalis en Guadeloupe.

## Écologie et distribution
Ce papillon est résident dans toute l'Amérique du Sud, en Amérique centrale au Mexique, et dans le sud des États-Unis dans le sud du Texas. Il est très présent en Guadeloupe, en Martinique et dans toutes les petites et les grandes Antilles.
En Floride, Virginie, Caroline du Sud et au Kansas il serait résident ou migrateur habituel. Il est migrateur dans l'ensemble des États-Unis mais très peu dans les États du nord-ouest limitrophes du Canada, alors qu'au nord-est il lui arrive de migrer jusqu'en Ontario au Canada.

### Biotope
Il affectionne les milieux ouverts, les jardins.

### Protection
Pas de statut de protection particulier.

## Philatélie
Ce papillon figure sur plusieurs timbres-poste :
- une émission des Bahamas de 1994 (valeur faciale : 55 c.).
- une émission de Cuba de 1995 (valeur faciale : 90 c.).